# Модерато Висинтаинер
Модерато Висинтаинер, познат као Модерато, (14. јул 1902, Алегрете (РС) - 31. јануар 1986. Пелотас (РС)) је био фудбалер бразилске асоцијације. Модерато, који је играо на десном крилу, учествовао је са фудбалском репрезентацијом Бразила на првом Светском фудбалском првенству 1930. у Уругвају. У 1920-им је два пута освајао првенство Рио де Жанеира са ФК Фламенго. У неколико наврата играо је и за државне тимове Рија и Рио Гранде до Сула. 
Током младости играо је за Esporte Clube 14 de Julho из града Сантана до Ливраменто (РС), пре него што се придружио ФК Guarani у свом родном граду. 1921. прешао је у новоосновани клуб Palestra Itália, данас познат као ФК Крузеиро  у Бело Хоризонтеу, главном граду државе Минас Жераис, у ком је боравио до 1922. године. 
1923. придружио се ФК Фламенго у тадашњој бразилској престоници Рио де Жанеиру. До 1930. године играо је у 147 утакмица за Фламенго постигавши 27 голова. 1925. и 1927. освојио је с клубом првенство Рио де Жанеира. У одлучујућем мечу такмичења 1927. године постигао је победнички гол победом од 2:1 над ФК America, иако је био хендикепиран подупирачем који га је штитио након недавне операције слепог црева. 
Дебитовао је за репрезентацију Бразила 6. децембра 1925. при победи над Парагвајем од 5:2 на Јужноамеричком првенству у Буенос Ајресу. На овом турниру одиграо је још три утакмице за Бразил, који је завршио на другом месту после домаћина. У првом Светском првенству 1930. у Уругвају није изабран за први меч, који је Бразил изгубио од Југославије са 1-2. У другом мечу против Боливије, коју је Бразил победио са 4:0, постигао је два гола и постао други играч који је дао гол за Бразил на Светском првенству, после Прегиња из ФК Флуминенсе-а . Међутим, Бразил није стигао до наредног круга турнира. 
Након Светског првенства вратио се у матичну државу где је завршио фудбалску каријеру 1932. године са својим првобитним клубом ФК Guarani у Алегретеу. Са овим клубом је заузео друго место на државном првенству Рио Гранде до Сул 1931. године, изгубивши у финалу 0:3 од ФК Гремио Порто Алегре главног града Порто Алегре. 
После је др. Модерато Висинтаинер радио као инжењер у Пелотасу (РС). Такође је био активан за Clube Esportivo Bento Gonçalves, а у каснијим годинама је постао и упорни голф играч. Модерато је умро у јануару 1986. у 83. години у Пелотасу. 

## Титуле и награде

### Клуб
- Campeonato Carioca (2):

Фламенго: 1925, 1927

## Међународни голови
| #  | Датум         | Место одржавања                         | Противник | Резултат | Резултат | Конкуренција                |
| -- | ------------- | --------------------------------------- | --------- | -------- | -------- | --------------------------- |
| 1. | 20. јула 1930 | Естадио Сентенарио, Монтевидео, Уругвај | Боливија  | 1 –0     | 4–0      | 1930 ФИФА Светско првенство |
| 2  | 20. јула 1930 | Естадио Сентенарио, Монтевидео, Уругвај | Боливија  | 3 –0     | 4–0      | 1930 ФИФА Светско првенство |